# Mąkoszyce (województwo opolskie)
Mąkoszyce (niem. Mangschütz) – wieś w Polsce położona w województwie opolskim, w powiecie brzeskim, w gminie Lubsza.
W latach 1945–54 siedziba gminy Mąkoszyce. W latach 1954–1972 wieś należała i była siedzibą władz gromady Mąkoszyce. Od 1950 (także w latach 1975–1998) miejscowość należy do województwa opolskiego.

## Opis
Miejscowość liczy około 1000 mieszkańców. Podzielona jest na dwie części – stara część typowo rolnicza i nowe osiedle bloków. W tej części mieszkają głównie ludzie napływowi, którzy przyjechali w latach siedemdziesiątych za pracą w miejscowym PGR czy przemysłowej fermie trzody chlewnej zlokalizowanej w pobliskim Nowym Świecie. Obecnie te dwa źródła pracy zostały zlikwidowane, a pola przejął prywatny użytkownik redukując w 95% zatrudnienie.
W Mąkoszycach jest kościół, szkoła podstawowa z salą gimnastyczną, przedszkole, cztery sklepy wielobranżowe, zakład fryzjerski, stacja paliw, dwa małe tartaki.

## Położenie
Mąkoszyce są oddalone od Brzegu i od Namysłowa o 18 km. Miejscowość otoczona jest lasami będącymi Stobrawskim Parkiem Krajobrazowym. Są to głównie drzewa liściaste, ale też mieszane z wieloma okazami mającymi cechy pomników przyrody. Przez las wytyczono rowerową ekologiczną ścieżkę turystyczną.

## Zabytki
Do wojewódzkiego rejestru zabytków wpisane są:
- park dworski, z XIX w.
- spichrz dworski, z ok. 1800 r.
- trzy czworaki nr 6, 8, 10
- dom, ul. Kościelna 1, 6,7 z XIX w. (dom nr 1 i 7 nie istnieje)
- wiadukt, z 1914 r.